# Véronique Anger
Véronique Anger est une journaliste, éditrice et écrivaine française, née à Fougères (Ille-et-Vilaine) le 5 juillet 1963. Elle est mariée avec l'écrivain Patrick de Friberg. 

## Biographie

### Carrière professionnelle: journaliste et éditrice
En 2000, elle crée la publication en ligne Les Di@logues Stratégiques.
Elle fonde avec l'écrivain Percy Kemp le cercle littéraire Caron. 
En 2006, elle fonde la maison d'édition Des idées et des hommes, disparue en 2011, dont elle était la gérante. Elle édite une trentaine d'ouvrages dont 2020 : Les Scénarios du futur : Comprendre le monde qui vient , ouvrage de Joël de Rosnay, diffusé avec une approche multi-support, à la fois sur support papier et sur le web, avec liens et infographies.
En 2009, elle publie La Dernière croisade. La caution qu'elle apporte à ces thèses[Lesquelles ?] lui vaut quelques inimitiés . L'ancien ministre Claude Allègre, qui publie en mars 2010 L'Imposture Climatique, la cite plusieurs fois dans son ouvrage, notamment dans sa bibliographie[réf. souhaitée].
En juin 2013, elle crée le Forum Changer d’Ère. Ce forum est une référence au livre Changer d’ère, l’œuvre de Jacques Robin (1919-2007), fondateur du Groupe des 10.
La première édition, parrainée par : Henri Atlan, Jacques Attali, Jean-Pierre Dupuy, Edgar Morin, René Passet, Michel Rocard, Joël de Rosnay, Roger Sue et Patrick Viveret, se voulait à la fois hommage aux membres de l’ex-Groupe des 10 et passage de relais aux jeunes générations.
Elle est élevée au rang de chevalier des Arts et des Lettres en 2021 par Roselyne Bachelot.

### Famille
Véronique Marie Claude Anger est mariée avec l'écrivain Patrick de Friberg, d'où son nom d'épouse Véronique Anger-de Friberg,.

## Publications

### Ouvrages
- Le Secret du Papyrus, Carpe Diem, 1994 (ISBN 978-2-9510126-0-8)
- Scandales à l'Élysée (avec Robert Montoya), Paris, JM Laffont, 2004, 254 p. (ISBN 2-84928-050-X)
- Les Dialogues stratégiques. Mieux comprendre la complexité et l'évolution du monde (Préface de Joël de Rosnay), Des Idées & des Hommes, Coll. « Convictions croisées », 2007 (ISBN 978-2-35369-003-9 et 2-35369-003-3)
- La Dernière Croisade. Des écolos aux écolomaniaques, Chatou, L'Arganier, Coll. « Pertinences », novembre 2009, 173 p. (ISBN 978-2-912728-96-8)
- Journal d'un médecin en temps de guerre. Libya Hurra ! de Pierre Marie Vincent avec Véronique Anger, Paris, Les Nouveaux Auteurs, avril 2012, 251 p. (ISBN 978-2-8195-0271-5)
- Billets d'humeur et petits dialogues entre amis..., Forum Changer d’Ère, septembre 2015 (ISBN 978-2-9548984-6-9)
- Les Di@logues Stratégiques : Les idées sont faites pour essaimer, résonner et faire raisonner Préface de Joël de Rosnay, Forum Changer d’Ère, 2016 (ISBN 978-2-9548984-9-0)
- Cancer, un traitement simple et non toxique. Les premiers succès du traitement métabolique du Docteur Laurent Schwartz avec Véronique Anger, Vergèze, Thierry Souccar, novembre 2016, 126 p. (ISBN 978-2-36549-177-8)
- Au bout des doigts le monde entier, Les éditions du Forum Changer d’Ère, 2016 (ISBN 979-10-96140-00-8)

### Articles
- Véronique Anger, « Pourquoi « essentiel » n’est pas synonyme « de première nécessité », Confinews,‎ 16 février 2021 (lire en ligne)
- Véronique Anger, « Construire sur ce qui rassemble » Forum Changer d’Ère », Forum Changer d'Ere,‎ 2 décembre 2020 (lire en ligne)
- Véronique Anger, « Nous vivons un de ces tourbillons de l’Histoire », Confinews,‎ 6 avril 2020 (lire en ligne)
- Véronique Anger et Patrick de Friberg, « La révolution numérique n’est pas ce que vous croyez… Ou de l’État-nation à l’entreprise-État », L'Opinion,‎ 25 mars 2014 (lire en ligne)
- Véronique Anger, « Après la Révolution numérique, ou : Le capitalisme se meurt, vive les communaux collaboratifs ! », Les Di@logues Stratégiques,‎ 27 septembre 2014 (lire en ligne)

## Distinctions
Elle est nommée chevalier de l’ordre des Arts et des Lettres par arrêté du 29 octobre 2021.